# Basti (címzetes püspöki szék)

## Címzetes püspökök
| basti címzetes püspökök |                                |                                                 |                   |                    |
| Sorszám                 | Név                            | Cím                                             | Terminus kezdete  | Terminus vége      |
| 1                       | Martien Antoon Jansen          | rotterdami megyéspüspök (Hollandia)             | 1970 . január 2.  | 1970. november 29. |
| 2                       | Klempa Sándor OPraem           | veszprémi apostoli kormányzó (Magyarország)     | 1972. február 8.  | 1985. december 19. |
| 3                       | Mario Lezana Vaca              | bolíviai tábori püspök (Bolívia)                | 1986. május 17.   | 1998. március 7.   |
| 4                       | Jesús García Burillo           | Orihuela-Alicante-i segédpüspök (Spanyolország) | 1998. június 19.  | 2003. január 3.    |
| 5                       | Antonio Marino                 | La Plata-i segédpüspök (Argentína)              | 2003. április 11. | 2011. április 6.   |
| 6                       | David William Valencia Antonio | Nueva Segovia-i segédpüspök (Fülöp-szigetek)    | 2011. június 15.  | 2018. november 14. |
| 7                       | Joseba Segura Etxezarraga      | Bilbaói segédpüspök (Spanyolország)             | 2019. február 12. | 2021. május 11.    |
| 8                       | Fekete Szabolcs Benedek        | szombathelyi segédpüspök (Magyarország)         | 2022. március 11. | hivatalban         |